# Список музеев Мариуполя
| Название                                                      | Местонахождение                    | Краткое описание | Изображение |
| ------------------------------------------------------------- | ---------------------------------- | --- | ----------- |
| Мариупольский краеведческий музей                             | ул. Георгиевская, 20               | Основан 6 февраля 1920 года. Имеет библиотеку, фонд которой составляет 17 тысяч книг. В фондах музея находится более чем 53 тысячи экспонатов. |             |
| Музей народного быта                                          | ул. Георгиевская, 55               | Открыт в 1989 году. Экспозиция музея рассказывает о особенностях повседневной жизни представителей разных народов, которые заселили территорию Приазовья с конца XVIII века — украинцев, русских, греков, евреев, немцев, а также о их хозяйственной деятельности, культуре. |             |
| Музей медальерного искусства Е. В. Харабета                   | пр. Металлургов, 25                | Основан в декабре 2005 года, открыт в январе 2006. В фондах более 700 экспонатов, площадь музея — 60 м². |             |
| Музей истории комбината Ильича                                | ул. Семашко, 19                    | Открыт 20 февраля 1987 года. Рассказывает о истории ММК им. Ильича. |             |
| Художественный музей имени Куинджи                            | ул. Георгиевская, 58               | Открыт 30 октября 2010 года. На двух этажах музея находится 10 залов. В фондах музея шедевры мастеров Украины 20 века, среди которых — Татьяна Яблонская, Николай Глущенко, бюст Куинджи (скульптор В. Беклемишев), картины местных художников.                              |             |
| Музей Мариупольского морского торгового порта                 | пр. Лунина, 99                     | Экспозиция музея, представленная в двух залах, рассказывает о истории порта от дня основания до современности, о работниках и руководстве порта, его развитии и достижениях. В экспозиции представлены копии исторических документов и фотографий, макеты кораблей.          |             |
| Музей имени Павлия                                            | ул. Черноморская, 19               | |             |
| Народный музей истории ООО «Мариупольский комбинат Азовсталь» | ул. Лепорского, 1                  | Основан в 1968 году. |             |
| Музей истории греков Приазовья                                | Сартана, ул. Генерала Куркчи, 37-а | Экспозиция музея рассказывает о процессе переселения греков с Крымского ханства в Приазовья в 1778—1780 годах, освоении новых земель, развитии хозяйственной деятельности (земледелие, животноводство, торговля).                                                            |             |